# الموخر (نعمان)

تعديل مصدري - تعديل

الموخر هي إحدى قرى عزلة الرحبة بمديرية نعمان التابعة لمحافظة البيضاء، بلغ تعداد سكانها 115 نسمة حسب تعداد اليمن لعام 2004.